# Гришов, Августин Нафанаил
Августин Нафанаил Гришов (нем. August Nathanael Grischow, 1726 − 1760) — германско-русский астроном и математик.

## Биография
Родился в Берлине в 1726 (по другим данным — 29.12.1725), сын известного немецкого математика и метеоролога Августина Гришова (нем). С 1745 по 1749 годы работал директором Берлинской обсерватории. В 1749 году избран членом Прусской Академии наук, в 1750-м стал профессором оптики в Берлинском университете искусств.
С 15 февраля 1751 года — академик, профессор астрономии, с 15 марта 1751 по 7 марта 1754 — конференц-секретарь (главный учёный секретарь) Петербургской Академии наук.
В 1751—1760 годах возглавлял Астрономическую обсерваторию Петербургской академии наук. После смерти Х. Н. Винсгейма в 1751 Гришов стал руководителем Географического департамента, но мало занимался его делами, составив лишь в 1751—1752 годах план Санкт-Петербурга.
В декабре 1759 года М. В. Ломоносов разработал маршруты трех географических экспедиций по европейской части России, руководителем одной из которых он планировал назначить Гришова. Кроме того, Гришов должен был участвовать в наблюдении прохождения Венеры по диску Солнца в 1761 году, но, тяжело заболев в марте 1760-го, в первых числах июня умер.

## Публикации
- Methodus investigandi parallaxin lunae et planetarum.
- Observationes circa longitudinem penduli simplices institutae. 1760